# 압델 라흐만 스와르 알다하브
압델 라흐만 스와르 알다하브(아랍어: عبد الرحمن سوار الذهب, 1934년~2018년 10월 18일)는 수단의 군인, 정치인이다. 1985년 4월 6일부터 1986년 5월 6일까지 수단의 대통령을 역임했다.
1958년 수단군에 입대한 뒤부터 육군 원수 계급을 받았으며 제2차 수단 내전에 참전했다. 가파르 니메이리 대통령으로부터 수단군 참모총장으로 임명되었고 1984년에는 수단 국방부 장관, 수단군 총사령관을 역임했다.
1985년 가파르 니메이리 대통령을 축출시킨 군사 쿠데타를 통해 수단 과도군사평의회 의장으로 취임했지만 1986년 사디크 알마디가 수단의 총리로 취임하면서 사임했다.